# Ben Tulett
Ben Samuel Tulett (Sevenoaks, 26 agosto 2001) è un ciclista su strada e ciclocrossista britannico che corre per il Team Visma-Lease a Bike; è professionista dal 2020.

## Carriera
Specialista del ciclocross, nella categoria Juniores conquista due titoli mondiali, nel 2018 a Valkenburg e nel 2019 a Bogense. Nel 2018 è anche campione nazionale Juniores su strada.
Attivo come Under-23 dal 2020 con il ProTeam Alpecin-Fenix, inizia a dedicarsi sempre più alla strada, accantonando l'attività nel cross. Nel 2021 conclude al nono posto il Giro di Polonia e al dodicesimo la Freccia Vallone, entrambe gare del calendario World Tour. Nel 2022, trasferitosi alla Ineos Grenadiers, vince invece una tappa alla Settimana Internazionale di Coppi e Bartali, piazzandosi secondo in graduatoria generale, e si classifica quinto al Giro di Polonia; in stagione corre anche per la prima volta il Giro d'Italia, mettendo a referto due quinti posti a cronometro, e il mondiale Elite su strada. Nel 2023 fa quindi suoi il prologo a cronometro e la classifica generale del Giro di Norvegia, e si piazza secondo al Giro d'Ungheria.
Nel 2024 passa al Team Visma-Lease a Bike.

## Palmarès

### Strada
- 2018 (Juniores)

3ª tappa, 2ª semitappa Acht van Bladel (cronometro)
Campionati britannici, Prova in linea Junior
Classifica generale Junior Tour of Wales
- 2022 (Ineos Grenadiers, una vittoria)

3ª tappa Settimana Internazionale di Coppi e Bartali (San Marino > San Marino)
- 2023 (Ineos Grenadiers, due vittorie)

Prologo Giro di Norvegia (Bergen > Monte Fløyen, cronometro)
Classifica generale Giro di Norvegia
- 2025 (Team Visma-Lease a Bike, due vittorie)

4ª tappa Settimana Internazionale di Coppi e Bartali (Brisighella > Brisighella)
Classifica generale Settimana Internazionale di Coppi e Bartali

#### Altri successi
- 2018 (Juniores)

Classifica giovani Ronde des Vallées
- 2022 (Ineos Grenadiers)

Classifica giovani Settimana Internazionale di Coppi e Bartali
- 2023 (Ineos Grenadiers)

Classifica giovani Giro di Norvegia

### Cross
- 2017-2018 (Juniores)

National Trophy Series Junior (Derby)
Koppenbergcross, 2ª prova DVV Verzekeringen Trofee Junior (Oudenaarde)
National Trophy Series Junior (Shrewsbury)
Vlaamse Druivencross Junior (Overijse)
Waaslandcross Junior (Sint-Niklaas)
Campionati del mondo, Prova Junior
- 2018-2019 (Juniores)

National Trophy Series Junior (Derby)
Campionati britannici, Prova Junior
Campionati del mondo, Prova Junior
- 2019-2020

Campionati britannici, Prova Under-23

## Piazzamenti

### Grandi Giri
- Giro d'Italia

2022: 38º

### Classiche monumento
- Milano-Sanremo

2025: 16º
- Liegi-Bastogne-Liegi

2020: 53º
2021: 54º
2024: ritirato
2025: 20º
- Giro di Lombardia

2021: 21º
2022: ritirato

### Competizioni mondiali
- Campionati del mondo di ciclocross

Valkenburg 2018 - Junior: vincitore
Bogense 2019 - Junior: vincitore
Dübendorf 2020 - Under-23: 32º
- Campionati del mondo su strada

Innsbruck 2018 - Cronometro Junior: 38º
Innsbruck 2018 - In linea Junior: 17º
Wollongong 2022 - In linea Elite: 14º

### Competizioni continentali
- Campionati europei di ciclocross

Tábor 2017 - Junior: 3º
Silvelle 2019 - Under-23: 37º